# Ли Пунти-Сан Ђовани (Сасари)
Ли Пунти-Сан Ђовани је насеље у Италији у округу Сасари, региону Сардинија.
Према процени из 2011. у насељу је живело 9681 становника. Насеље се налази на надморској висини од 89 м.